# Горовиц, Рышард
Рышард Горовиц (англ. Ryszard  Horowitz; род. 5 мая 1939 года, Краков) — польско-американский фотограф; создатель компьютерного направления в современной фотографии.

## Биография
Родился в еврейской семье. По матери — племянник Эдди Рознера.
Во время Второй мировой войны вначале работал на фабрике Оскара Шиндлера (список Шиндлера), позже был отправлен в концлагерь Освенцим-Бжезинка. Является одним из самых младших узников Освенцима, переживших заключение.
Окончил Академию изобразительных искусств в Кракове. С 1959 года живёт в Нью-Йорке в США.
Ученик Алексея Бродовича. Работал во многих рекламных агентствах художественным директором. В 1967 году открыл собственное фотоагентство. Его фотоработы известны во всем мире.

## Награды и признание
- 2014 — командор со звездой ордена Возрождения Польши[3].
- 2010 — Почётный доктор Варшавской Академии изящных искусств
- 2008 — Золотая Медаль «За заслуги в культуре Gloria Artis» (Польша)[4].
- 2002 — INTERNATIONAL GUTENBERG AWARDS (Montreal, Canada) Gold Medal
- 1996 — офицер ордена Заслуг перед Республикой Польша[5].
- 1991 — First Annual One APA Advertising Photography Award, Best in Special Effects Photography
- 1991 — Kodak’s VIP Image Search, ACM SIGGRAPH, Best in Show. Best in Application/Digital Photography
- 1991 — First Annual One APA Advertising Photography Award — Best in Special Effects Photography
- 1983 — ADWEEK All-American Photographer of the Year
- 1983 — Andy Award of Merit
- 1982 — «Gold Caddie», Best in Car Advertising, Detroit
- 1978 — Chicago '78, 5 Certificates of Excellence
- 1976 — Creativity '76, Certificate of Distinction
- 1975 — Creativity '75, Certificate of Distinction
- 1974 — The One Club, Merit Award
- 1973 — The One Club, Gold Award & Merit Award
- 1973 — Chicago 4, Certificate of Excellence
- 1973 — Philadelphia Art Directors Club, Annual Award of Excellence
- 1973 — CA-73 Award of Excellence
- 1972 — Art Directors Club of New York, Certificate of Merit
- 1971 — AIGA, Certificate of Excellence
- 1971 — Creativity '71, Certificate of Distinction
- 1970 — Art Directors Club of New York, Gold Medal
- 1967 — Art Directors Club of New York, Award of Distinctive Merit
- 1964 — Art Directors Club of New York, Award of Distinctive Merit
- 1961 — Art Directors Club of New York, Certificate of Merit